# Rudaali
Rudaali („Płaczka, żałobnica”) to indyjski dramat z 1993 roku wyreżyserowany przez Kalpanę Lajmi, autorkę Chingaari w oparciu o powieść Mahashwety Devi. W roli głównej nagrodzona za swoją grę Dimple Kapadia, znana z Dil Chahta Hai, Being Cyrus, czy Krantiveer. Operatorem jest sławny Santosh Sivan (Aśoka Wielki, Dil Se, The Terrorist, czy Fiza)
Tytuł filmu „Rudaali” oznacza płaczkę, żałobnicę, kobietę z niższych kast wynajmowaną przez wyższe kasty do opłakiwania śmierci osób z wyższych kast. Publicznie wyrażały one rozpacz po stracie, której nie wypadało ze względu na wysoki status społeczny okazać rodzinie zmarłego.

## Obsada
- Rakhee Gulzar: Bhikni / Euli (jako Raakhee)
- Dimple Kapadia: Shanichari
- Raj Babbar: Thakur Lakshman Singh
- Raghuvir Yadav: Budhwa (jako Raghuveer Yadav)
- Sushmita Mukherjee: Mungri (żona Budhwy)
- Manohar Singh: Pandit Mohan Lal
- Rajesh Singh
- Mita Vasisht: kochanka Lakshmana
- Amjad Khan: Thakur Ram Avtar (Lakhsmana ojciec)

## Nagrody i uhonorowanie
Dimple Kapadia uzyskała za rolę Shanichari grę National Film Award i Nagroda Filmfare Krytyki dla Najlepszej Aktorki. To jeden z ostatnich filmów Amjada Khana, grający tu umierającego Thakura aktor zmarł przed premierą. film ten dedykowano jemu.

## Muzyka i piosenki
Autorem muzyki i piosenek jest Bhupen Hazarika. Śpiewa on też (razem z Lata Mangeshkar i Asha Bhosle
- Dil Hoom Hoom Kare
- Samay O Dheere Chalo
- Samay O Dheere Chalo – męski
- Dil Hoom Hoom Kare.. (BHUPEN)
- Maula O Maula
- Jhuti Mooti Mitwa
- Samay O Dheere Chalo – kobiecy